# العلاقات اليونانية الزيمبابوية
العلاقات اليونانية الزيمبابوية هي العلاقة الثنائية بين اليونان و‌زيمبابوي. لليونان سفارة في هراري. ولكن بسبب الوضع الاقتصادي لزيمبابوي، فإنه ليس للأخيرة سفارة أو قنصلية فخرية في اليونان.

## التاريخ
بلغ عدد أعضاء الجالية اليونانية في زيمبابوي عام 1972 ما يتراوح من 13000 حتى 15000 شخص. ومنذ ذلك الحين انخفضت إلى حوالي 1100 شخص من أصل يوناني بسبب عدم الاستقرار الذي شهدته زيمبابوي. وهناك مدارس لتعليم اللغة اليونانية في زيمبابوي منذ عام 1954 مملوكة من قبل الجالية اليونانية في هراري. وتوجد مدرسة ثانوية يونانية ومدرسة ابتدائية يونانية ورياض أطفال يوناني. وافقت اليونان عام 1982 على تقديم مساعدة في المجالات الاقتصادية والسياحية والتجارية لزيمبابوي. تأثرت العلاقات بين اليونان وزيمبابوي بدءاً من عام 2002 بعد فرض الاتحاد الأوروبي لعقوبات على حكومة روبرت موغابي، والتي شملت حظراً مفروضاً على منح "تأشيرات للمسؤولين الحكوميين وتجميد أصولهم في الاتحاد الأوروبي وفرض حظر على بيع الأسلحة.
تجدث السفير اليوناني في زيمبابوي ميخائيل كوكاكيس عام 2008 حول مشروعين لتقديم المساعدات للشعب الزيمبابويّ، وبرنامج غذائي بقيمة 70,000 دولار؛ ومبلغ قدره 75000 دولار لمستشفى تشيفهو في العاصمة هراري.